# Непрерывная волна

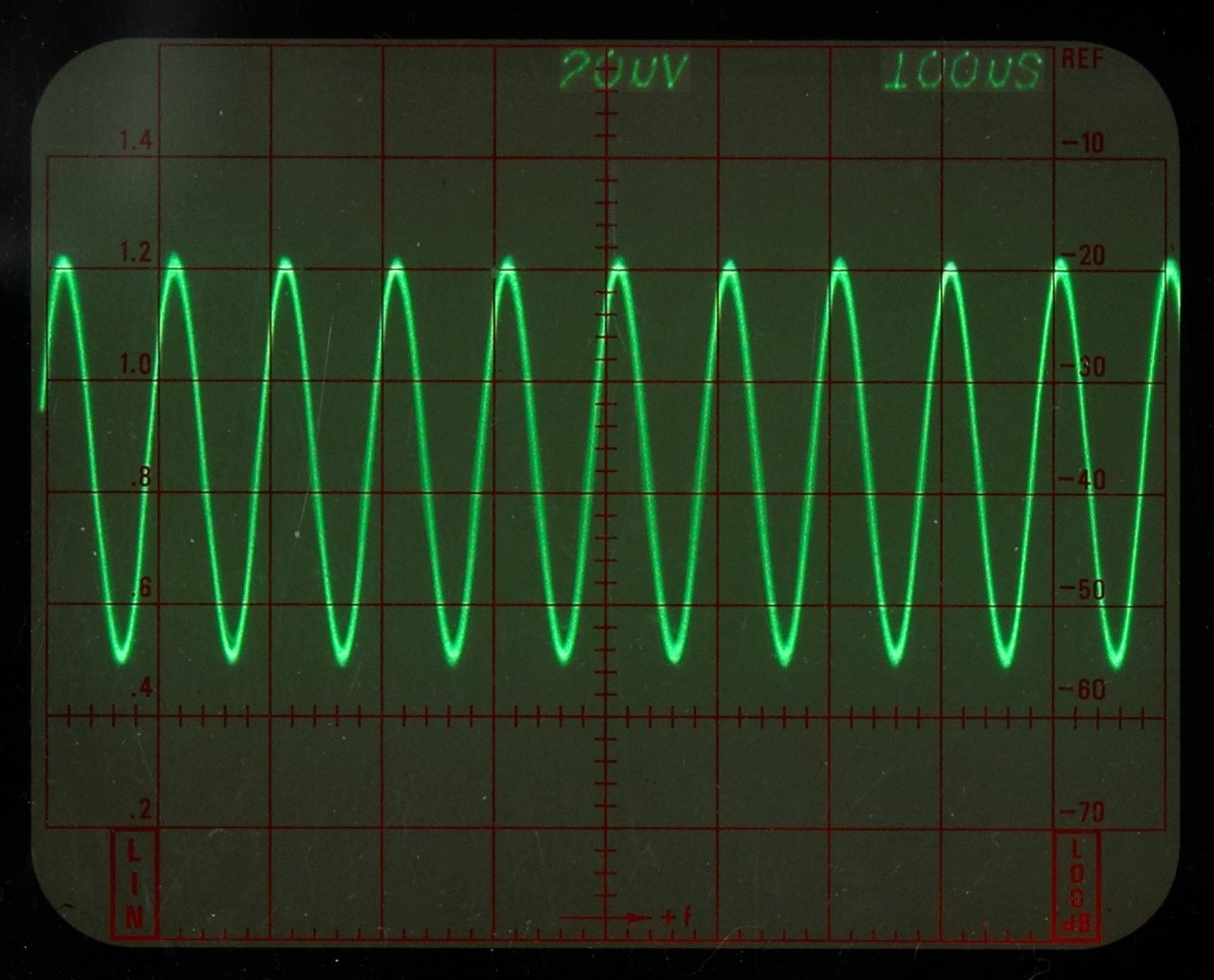
Непрерывная (незатухающая) волна

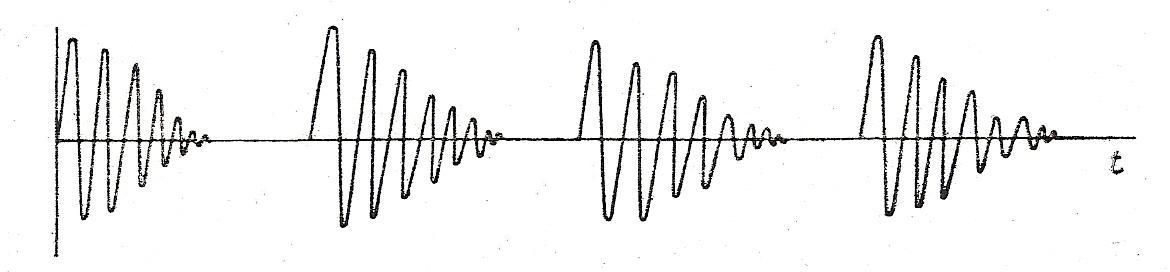
Серия затухающих волн с уменьшающейся амплитудой

Непрерывная волна (незатухающая гармоническая волна, незатухающая волна или непрерывное излучение) (англ. Continuous wave, CW) — электромагнитная волна с постоянными амплитудой, частотой и, в математическом анализе, с бесконечной продолжительностью.
В широком смысле термин «непрерывная волна» относится к одному из ранних методов периода зарождения радиотелеграфии, в котором синусоидальная несущая волна то включалась, то выключалась. Получалась так называемая «прерываемая непрерывная волна». Информация передавалась переменной длительностью интервалов включения и выключения сигнала, например с помощью азбуки Морзе. Таким образом появился термин «незатухающая волна», чтобы отличать этот метод от предшествующих способов телеграфии с помощью затухающих волн, производимых искровыми передатчиками.